# Grand Palais (Hanoï)
Pour les articles homonymes, voir Grand Palais.
Le Grand Palais ou Grand Palais de l'Exposition (vietnamien: Nhà Đấu xảo) était un complexe d'exposition situé à Hanoï. Il a été construit à l’initiative de Paul Doumer pour la foire commerciale mondiale de l’Exposition d'Hanoï en 1902, la ville devenant la capitale de l'Indochine française. Il a été complètement détruit par les frappes aériennes à la fin de la Seconde Guerre mondiale.

## l'Histoire
Hanoi est devenue la capitale de l'Indochine française en 1902, en remplacement de Saigon. Les activités antérieures pour marquer ce changement incluaient un festival le 26 février 1902 auquel assistèrent l'empereur Thành Thái et le gouverneur général Paul Doumer et l'inauguration du Pont Paul-Doumer (l'actuel pont Long Biên). Paul Doumer souhaitait également accueillir une exposition universelle de grande envergure à Hanoi. Le bâtiment a été conçu par Adolphe Bussy et a été achevé en 1902 avant la foire, qui a duré entre novembre 1902 et février 1903. Le coût élevé de la construction du palais des expositions et la longue durée de la foire ont laissé le budget de Hanoi en déficit pendant une décennie.
Après la foire, le complexe est devenu le Musée Maurice Long, le premier et le plus grand musée d'économie de l'Indochine française. Il a été nommé d'après le gouverneur général des années 1920 en Indochine.
Lorsque les Japonais ont pris le contrôle du Vietnam, ils ont basé leur armée et leur ravitaillement dans le palais. Plus tard, des raids aériens américains à la fin de la Seconde Guerre mondiale ont complètement détruit le bâtiment. Il ne reste que deux grandes statues de lion en bronze, placées devant le bâtiment du Cirque central du Vietnam, dans le Parc de la Réunification du District de Hai Ba Trung.
Le site moderne du palais abrite désormais le Palais Culturel de l'Amitié (en vietnamien: Cung Văn hoá Hữu nghị), une salle de concert située dans le sud du District de Hoan Kiem. La salle de concert a été construite par les Soviétiques. L’ambassade de France au Vietnam est située à trois rues du site, sur la même avenue.